# كارل كونينغ
كارل كونينغ (بالألمانية: Karl König) هو كاتب ومؤلف نمساوي، ولد في 25 سبتمبر 1902 في فيينا في النمسا، وتوفي في 27 مارس 1966 في أوبرلنغن في ألمانيا.